# Шато-Фронтенак

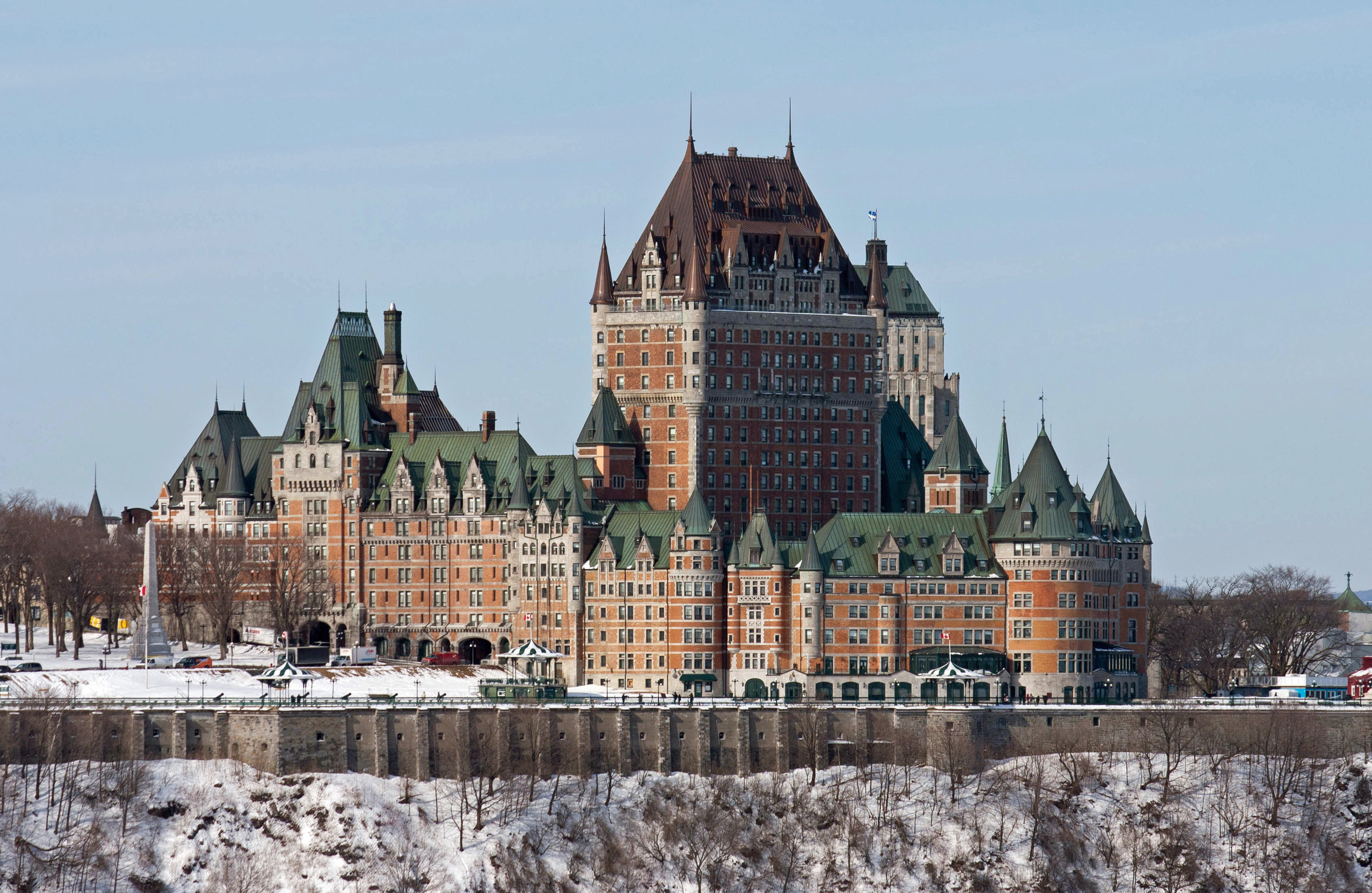
Общий вид на отель.

«Шато-Фронтенак» (фр. Château Frontenac — Замок Фронтенак) — расположенный в канадском городе Квебек (провинция Квебек) гранд-отель в стиле шатоэск. Построен в 1893 году архитектором Брюсом Прайсом. В 1981 году включён в список Национальных исторических мест Канады.

## История

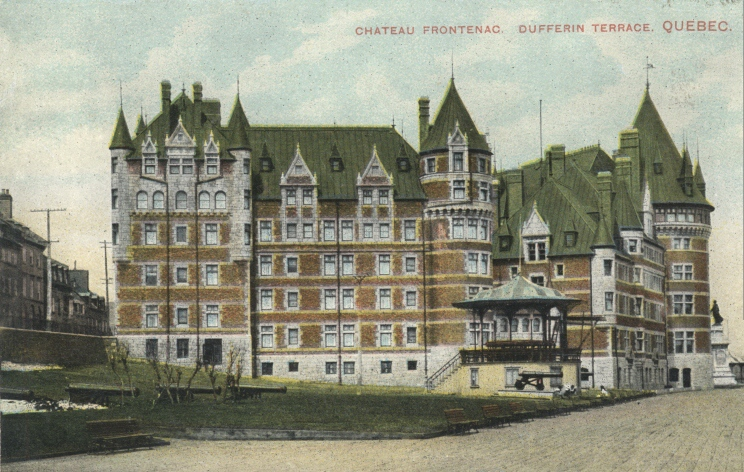
Открытка с изображением отеля (1910) до его расширения и строительства центральной башни (1924)

«Шато-Фронтенак» был спроектирован и построен американским архитектором Брюсом Прайсом по заказу компании «Канадская тихоокеанская железная дорога» и открыт в 1893 году.
Центральная башня и другие более новые части отеля были позже спроектированы Уильямом Сазерлендом Максвеллом.
В 1926 году отель достроен.
«Шато-Фронтенак» назван в честь Луи де Бюада де Фронтенака, графа Фронтенака и Палюю, который был губернатором колонии Новая Франция в конце XVII века и считается отцом-основателем Канады.
Располагается отель на высоком берегу реки Святого Лаврентия на мысе Диамант. Постояльцы верхних этажей могут наблюдать не только реку, но и обширную её долину на несколько десятков километров.

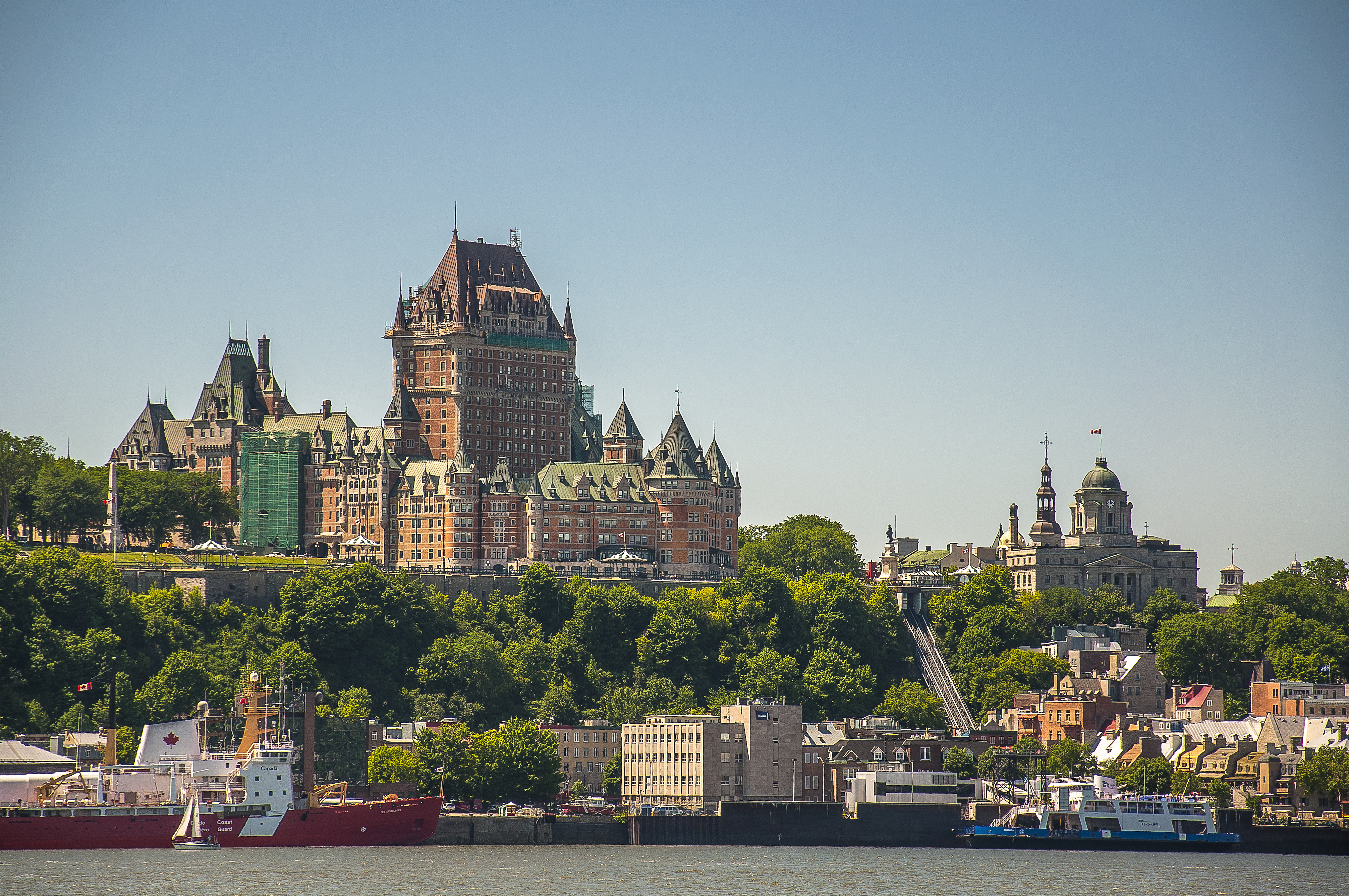
Шато-Фронтенак возвышается над Нижним городом Старого Квебека, расположенным на мысе Квебек

В 1943 году на Квебекской конференции в отеле вели переговоры Уинстон Черчилль и Франклин Рузвельт.
В 2001 году отель купила компания Legacy REIT за 185 млн долларов. Позже, в 2011 году, отель был перекуплен Ivanhoé Cambridge, которая организовала реставрационные работы общей стоимостью в 75 млн долларов.
Отель «Шато-Фронтенак» считается самой фотографируемой гостиницей в мире, а также является одним из символов не только города, но и всей провинции Квебек.